# 諏訪直頼
諏訪 直頼（すわ ただより、生没年不詳）は、南北朝時代の武将、諏訪氏当主、諏訪大社の大祝（神官）、信濃守。信濃国守護。諏訪信継の子。諏訪信有の父。

## 生涯

### 諏訪信濃守について
この頃の諏訪氏は、頼重・時継父子が建武2年（1335年）7月の中先代の乱で北条時行を擁して敗死し没落しており、大祝職と惣領は時継の遺児・頼継（よりつぐ）が継いだとされる。
この頼継は、翌建武3年（1336年）の段階で8歳であったと伝わっている。これを信ずるならば正平6年/観応元年（1351年）時は23歳であるが、その12月15日に諏訪社神長官守矢氏への祈願を依頼する「信濃守頼嗣」が、それから約1か月後の正平7年/文和元年（1352年）1月の小笠原政長の書状の文中に「信濃守直頼」が、それぞれ史料（古文書）上で確認できる。これらが「信濃権守」を称したとされる頼継と同じ「信濃守」の官途を持っていることから、頼継・頼嗣・直頼はいずれも同一人物ではないか、とする見解がある。諏訪系図の一部でも「信濃権守頼継」の項に「改頼嗣又頼寛又直頼」とあり、観応元年12月まで「頼嗣」を名乗っていた人物は、翌年1月までの僅かな期間内に「直頼」と改名した可能性がある。その活動や改名時期からして「直」の字は足利直義の偏諱を受けたものと考えられている。

### 直義党として
正平4年/貞和5年（1349年）から翌正平5年/貞和6年（1350年）にかけて善知鳥峠にて信濃守護の小笠原政長と戦った。同じ頃、足利一族の内部で尊氏派と直義派が分裂・対立して観応の擾乱が起こり、やがて足利直義が南朝に降ると、南朝方であった頼嗣（直頼）もこれに味方し、前述の通り「直」の偏諱を賜って改名した。その後も信濃国における直義党の武将として、北朝方（尊氏派）であった近隣の小笠原氏（政長）と戦い続けた。
正平6年/観応2年(1351年)1月、関東管領・高師冬が直義と対立して関東を追われ甲斐・須沢城（現・山梨県南アルプス市大嵐）に逃げると、これを包囲して自害に追い込んだ。この様子は、市河氏の惣領・市河頼房の代理として直頼軍に加わった市河泰房（頼房の甥）が、師冬を攻め落とした軍功により直頼の証判を得たことを示す「市河頼房代泰房軍忠状」や、同じく市河氏一門の市河経助が証判を得たとする「市河経助軍忠状」（ともに同年3月）で確認することができる。また、同年には直頼に属した同じく市河氏一門の市河親宗（かつて高師泰に属していた）らと共に、守護・小笠原政長を攻め舟山郷（現在の長野県千曲市小船山あたり）にあった守護館を放火し、さらに守護代小笠原兼経らの守る筑摩郡放光寺を攻めたとの史実も伝わっている。この時、政長は尊氏の命で上洛しており、留守であった。
その後まもなく、師冬の養父の高師直など、直義派の政敵であった高氏一族がほぼ殺害されたことで尊氏・直義両派に平穏が戻ったかのようにみえたが、同年6月には直頼の代官であった祢津宗貞（禰津宗貞/根津氏）が、北朝方（尊氏派）についていた高梨経頼（高梨氏）・小笠原為経・小笠原光宗（ともに小笠原氏一門）と野辺原（現長野県須坂市野辺）や善光寺横山城（現長野市城山）にて一戦を交えるなど、信濃国内では南北朝の対立が続いた。直義が守護の任免権も掌握すると、直頼が信濃守護に補任され、直義が北陸に逃亡するまでその地位にあった。守護代として宗貞が幕府から水内郡太田荘における信濃島津氏・高梨氏の地頭職権の濫用を停止させるよう命じられている。
一方京都では、尊氏・義詮父子が南朝に降り、正平一統が成立して新たに南朝から直義追討令が出され、尊氏・直義両派は再び分裂、義詮の補佐として一旦政務に復帰していた直義は京都を脱出する。最終的には北陸を経由して鎌倉へ向かうことになるが、同年7月晦日の直義の北国落ちに際しては「諏訪信濃守」が付き従っており、『太平記』でも途中「無二の味方」として諏訪氏を頼り、信濃に立ち寄ったとしている。

### 直義死後から室町幕府に恭順するまで
正平7年/文和元年2月26日（1352年3月12日）に直義は鎌倉にて急死するが、その後も旧直義派および南朝方の姿勢を変えず、信濃に拠っていた後醍醐天皇の皇子、信濃宮宗良親王に従って、笛吹峠・小手指原などで尊氏軍と戦う（武蔵野合戦）がいずれの合戦でも敗北。更にその後の正平10年/文和4年（1355年）8月の桔梗ヶ原の戦い（於：桔梗ヶ原）でも北朝・尊氏方の武田信春、小笠原政長・長基父子らに敗れ、信濃国内における南朝勢の衰退は決定的となっていた。同年12月に諏訪下社領塩尻郷の金屋（現：塩尻市金井）で再び北朝軍に敗れると、ついには宗良親王から離れ、正平11年/延文元年（1356年）には、既に足利氏（足利尊氏）に降り室町幕府の奉公衆となっていた一族の諏訪円忠から勧告を受けていたこともあり、尊氏死後の正平13年/延文3年（1358年）になってようやく、高梨氏らと共に第2代将軍となった足利義詮に降った。

### その後
以後は義詮に臣従したとされ、早速正平14年/延文4年（1359年）12月の義詮による南朝への大攻勢には直頼自身も兵を率いて出陣したと伝わる。正平20年/貞治4年（1365年）、小笠原長基が塩尻郷の春近折中分を石清水八幡宮に寄進したことに反発した直頼は、再び金屋で長基と戦うなど（『守矢満実書留』）、信濃周辺では近隣勢力との抗争が続いた。没年は不明であるが、諏訪氏の大祝職と惣領は諏訪信有の系統に継承され、戦国時代の頼満、頼重に至る。